# نوریهیرو ۲۹۷۳۷
سیارک ۲۹۷۳۷ (به انگلیسی: 29737 Norihiro، نامگذاری:1999BG7) بیست و نه هزار و هفتصد و سی و هفتمین سیارک کشف شده‌است که در ۲۱ ژانویه ۱۹۹۹ کشف شد.